# Ми-3
Ми-3 «многоместный истребитель третий» (второе название АНТ-21) — экспериментальный советский тяжёлый истребитель, совершивший первый полёт в 1933 году.

## История[2]
В начале 1932 года было сформулировано задание КОСОС ЦАГИ по созданию многоместного истребителя (воздушного крейсера), в задачу которого входило сопровождение бомбардировщика на большие расстояния, стратегическая разведка и бомбардировка противника мелкими бомбами.  Согласно заданию истребитель должен был развивать скорость 300-350 км/ч, скороподъёмность 5000 м за 10-12 минут.
Проектированием скоростного истребителя, получившего обозначение «многоместный истребитель третий» Ми-3, занималась бригада А.А. Архангельского под руководством А.Н. Туполева.
Первый полет опытного образца состоялся в мае 1933 года. Во время испытаний была достигнута скорость 350 км/ч. При попытке увеличения скорости возникла проблема с управляемостью и самолет потерпел аварию. После аварии конструкцию самолета доработали и приступили постройке самолета-дублера, получившего название Ми-3Д «дублер» (АНТ-21 бис). На этот раз заводские испытания прошли успешно. Но в 1934 году программа по созданию этого самолета была закрыта.
Ми-3 стал первым советским самолетом с убирающимся шасси.

## Конструкция[3]
Двухмоторный  тяжелый истребитель. Фюзеляж - полумонокок с гладкой обшивкой. Кабины закрытые. Шасси убирающиеся в мотогондолы. Крыло, как и стабилизатор имели гофрированную обшивку. Оперение было двухкилевое ( на дублере МИ-3Д оперение однокилевое). Капоты двигателей служили обтекателями убираемых колес шасси. Силовая установка - два двигателя М-17 мощностью по 680 л.с. ( на МИ-3Д  два М-34Н мощностью по 750 л.с.). Экипаж три человека. Вооружение - шесть пулемётов калибра 7,62 мм, расположенных в носовой и задней частях фюзеляжа.

## Лётно-технические характеристики (Ми-3Д)
Источник данных: Сергей Сафонов «„Митрич“. О многоместном истребителе Ми-3»

Технические характеристики
- Экипаж: 4
- Грузоподъёмность: 1550 кг
- Длина: 11,57 м
- Размах крыла: 20,76 м
- Высота: 5,97 м (в линии полёта)
- Площадь крыла: 59,18 м2 (с центропланом)
- Масса пустого: 4058 кг
- Нормальная взлётная масса: 5463 кг
- Максимальная взлётная масса: 5600 кг
- Масса топлива во внутренних баках: 715 кг
- Силовая установка: 2 × ДВС М-34Н
- Мощность двигателей: 2 × 650 л.с. (номинальная)

Лётные характеристики
- Максимальная скорость: 326 км/ч (у земли); 347 км/ч (на высоте 4000 м)
- Практический потолок: 9000 м
- Скороподъёмность: 417 м/мин

Вооружение
- Стрелково-пушечное: 6 х 7,62-мм пулемётов:
  - 2 подвижных пулемёта ПВ-1 в носовой фюзеляжной установке
  - 2 неподвижных пулемёта ПВ-1 — в корневых частях крыла,
  - 1 подвижный пулемёт ПВ-1 или ДА в средней надфюзеляжной «кинжальной» установке
  - 1 подвижный пулемёт ПВ-1 или ДА в средней подфюзеляжной «кинжальной» установке